# Coelotes juglandicola
Coelotes juglandicola là một loài nhện trong họ Amaurobiidae.
Loài này thuộc chi Coelotes. Coelotes juglandicola được miêu tả năm 1984 bởi Ovtchinnikov.